# L'Anglesola
L'Anglesola (en xurro, La Ilesuela; en castellà i oficialment, La Iglesuela del Cid) és un municipi de l'Aragó situat a la comarca del Maestrat aragonès. Va ser declarat conjunt historicoartístic el 1982.

## Geografia
Limita amb les poblacions de: Cantavella i Mosquerola a la província de Terol; i Vilafranca i Portell de Morella a la comarca valenciana dels Ports.
La seva població està travessada per dos rierols que la divideixen en dues parts, un central i dues laterals; en el central s'encontren enclavats els edificis més importants de la vila, té forma de triangle i és el que estigué emmurallat, amb les seues cinc portalades d'accés constituint així el que fou la vila medieval.

## Història
D'acord amb l'arqueologia, els primers pobladors daten de l'edat de bronze. Es van encontrar restes de muralles, mosaics, medalles, monedes iberes i romanes, trossos d'àmfora, sepulcres i un megàlit simple encontrat en els voltants de l'ermita. Tots aquests jaciments revelen la destrucció d'alguna ciutat antiga. En el segle xii, en temps de la conquesta cristiana, la vila va ser atorgada als templers, formant part del que fou la Baylía de Cantavella.
El 1242 es concedeix a l'Anglesola la carta-pobla, a partir de la qual es consolida el nucli de població, possiblement amb l'assentament dels templers i originant-se així el primer recinte emmurallat. D'acord amb els testimonis existents, va tindre el seu moment d'esplendor entre els segles xvi i xvii, quan es van construir els grans edificis de la població. Ja en el segle xix, el Maestrat aragonès es converteix en un dels principals escenaris de les guerres carlines, durant les quals va destacar el general conegut com el Tigre del Maestrat, qui arribà a ser cap de l'exèrcit d'Aragó. L'Anglesola, com lloc de frontera que és i degut principalment a la seva orografia, ha sigut durament castigada per les guerres que s'han succeït al llarg de la història.
Passejant pels carrers del nucli antic, declarat conjunt històric artístic, es poden trobar edificis i construccions històriques. Entrant pel carrer Sant Pau es troba l'arc que conduïx a la Plaça de l'Església, de petites dimensions, quadrada i molt tancada, que queda travessada per una sola circulació: carrer Ondevilla i pòrtic de l'Ajuntament.
Destaquen les diferents edificacions com l'església. El temple actual és el resultat de diverses ampliacions, l'última del segle xviii, d'aquest segle pareix ser la torre de tres cossos, l'últim octogonal amb un gual a cada costat, tota en carreus. Adossat a l'església hi ha un conjunt arquitectònic, convertit actualment en Casa Consistorial. En ell s'ubica la torre dels Nublos, alçant-se paral·lela a la torre de l'església, com símbol del poder civil; és de planta quadrada, coronada de merlets i consta de masmorra amb accés de trapa. Entre la torre i l'església hi ha la sala que hui s'utilitza com Saló de Plens de l'Ajuntament. Els finestrals gòtics que s'obrin en el pis superior configuren la imatge més significativa de la plaça. L'edifici consta de llotja amb tres arcs ogivals i coberta de massissa fusta que dona accés a l'exterior del recinte. Davant de l'església la Casa de Blinque, on destaca l'arc de carreus de mig punt, el qual presenta en la seva dovella central el TAU, emblema de l'Orde del Temple. L'escut, amb sis quarters coronats per Yelmo, se situa a sobre la porta, però no immediatament com és habitual, sinó més distanciat. La fatxada està protegida per un singular pòrtic recolzat en un pilar quadrangular, el qual data de 1729. El costat de la plaça l'ocupa el Palau Matutano-Daudén, que conté una doble escala monumental amb una barana en gelosia. L'última remodelació duta a terme l'ha convertit en hostatgeria d'Aragó, sense que haja perdut el seu clima senyorial. Davant de l'hostatgeria, hi ha una mansió de la família dels Daudén, coneguda com a Casas de las Notarias.
Al Carrer de Sant Pau hi ha els palaus renaixentistes d'Aliaga i Guijarro. Aquestes dues cases Palau, enfrontades en cantons amb els seus prominents alers, destaquen per les seves fatxades de cal. Obrint la plaça en direcció a l'ermita, tocant a la casa Guijarro, roman l'únic portal conservat de la muralla, el de Sant Pau. Completen en perímetre del primitiu recinte el carrer Raballa i el Carrer Major.
Al carrer Raballa, molt més llacovat, es troba l'antic Ajuntament, que compta amb una finestra del segle xv convertida en balcó i amb una planta baixa que segurament estigué destinada a la llotja. En aquest punt s'origina la bifurcació que dona lloc a un altre carrer paral·lel en la que s'alça la Casa Agramunt, un destacat palau barroc.

## Monuments

### Monuments religiosos

#### Església de la Purificació
És una obra del segle xvii construïda sobre l'església gòtica anterior. D'aquella primitiva església gòtica sols queden les voltes de la nau central i l'absis poligonal. L'actual capçalera barroca es construí invertint l'orientació, als peus de l'antiga església. Per tant, si ens situem en la capçalera i mirem cap als peus podem fer-nos una idea de com fou aquella primitiva església gòtica a través de la nau central que encara es conserva. El creuer es cobrix amb una àmplia cúpula sobre petxines realitzada en la rajola. La torre, adossada a la capçalera barroca té tres cossos quadrats, i l'últim, el de les campanes octogonal. El conjunt es completa amb una harmoniosa portada plateresca en arc de volta de canó amb columnes adossades. Algunes de les capelles que formen part de l'església foren finançades per riques famílies de l'Anglesola com els Aliaga o els Matutano.

#### Ermita de la Verge del Cid
És un santuari dedicat al culte a la Verge en la línia dels que proliferen en la zona com la Verge de la Zarza en Aliaga o la Verge de l'Estrella a Mosquerola. Eren centres de peregrinació i en determinades festivitats eren i són objecte de romeries de les gents dels pobles propers. La devoció a la Verge del Cid es remunta al succés d'un fet miraculós que s'esdevingué a l'edat mitjana. Igual que ocorre en altres santuaris de la zona, l'ermita s'alça en el lloc on la imatge tallada de la Verge s'apareix a un pastor. La imatge de la Verge del Cid, atribuïda al segle xii, està custodiada i en bon estat de conservació. Es pot veure una reproducció en l'Església parroquial. S'anomena del Cid perquè segons conta la tradició del Campeador la visità en diverses ocasions. L'ermita actual es construí en 1546 i fou renovada en el segle xviii. Se situa en un escarpat on hi havia un antic poblat iber, i es reutilitzen algunes de les seves làpides en la construcció de l'ermita en els murs exteriors. Per a acollir als peregrins i romers al costat de l'església hi ha l'hostatgeria que disposa de forn, casa de l'ermità i diverses estances que es repartien entre les autoritats de cada poble que assistia a la celebració.

#### Ermita Verge del Loreto
Juntament amb la renovació de les Esglésies parroquials en els segles xvii i XVIII es posa de moda la construcció d'ermites en els extraradis dels pobles. Les regions del Maestrat i el Baix Aragó posseïxen la densitat més gran de santuaris de la província de Terol i d'entre elles les més comunes són les ermites del Loreto amb unes característiques molt peculiars: Són ermites d'una sola nau amb un atri sostingut per columnes de carreu. L'accés es realitza per un lateral i en la paret que dona a l'atri s'obri un finestral enreixat des d'on es pot contemplar l'interior. L'ermita de la Verge del Loreto de l'Anglesola es troba dins del recinte anomenat Calvari.

### Monuments civils

#### L'Ajuntament

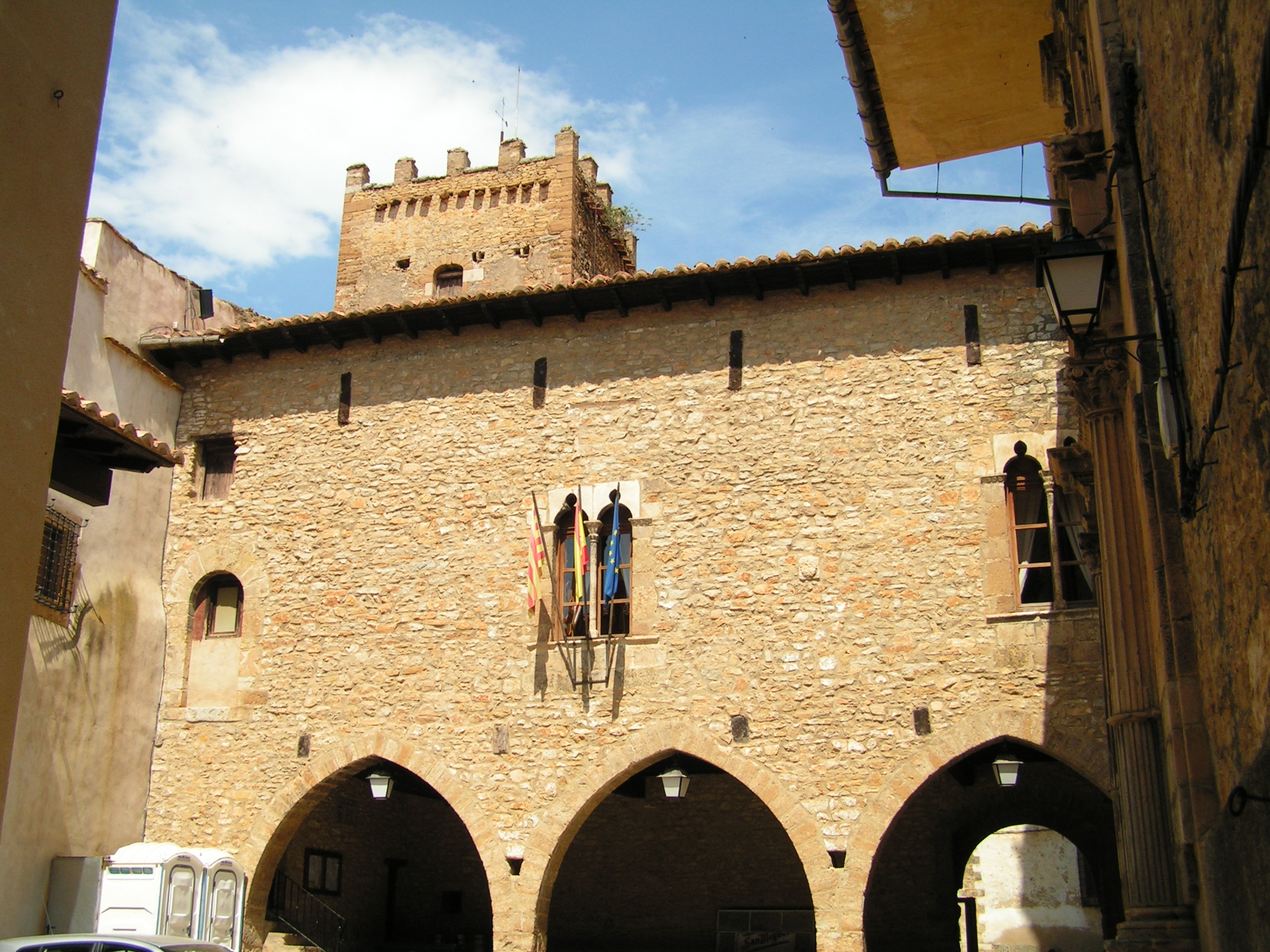
Ajuntament

L'Ajuntament i la torre del castell formen avui dia un bloc unitari, adossat a l'església en sentit perpendicular i tant la torre com les masmorres del vell castell templer serveixen de dependències a l'Ajuntament actual. La torre, coneguda com a "torreón de los nubles", està construïda en maçoneria i carreu pels cantons i es remata amb merlets que li donen aspecte defensiu. A l'interior es divideix en tres pisos que conserven les seves voltes de creueria originals. Pel que fa a l'edifici municipal, de cronologia prou incerta (probablement del darrer terç del segle xv o del XVI), exhibeix una sòbria façana, amb un pòrtic format per tres arcs apuntats i dues finestres gòtiques. Interiorment crida l'atenció el saló de sessions pel seu auster sostre.

#### Portal de Sant Pau
El Portal de Sant Pau és un antic arc de la muralla que posseïa la ciutat. Era un costum molt comú en aquestes terres reutilitzar els antics arcs de muralla que havien perdut la seva funció defensiva cobrant una nova funció religiosa. En la cara intramurs d'aquest portal de Sant Pau hi ha un cos superior encalat. Té una coberta de fusta decorada, amb cartell central que resa: "SANT PAU A. ANY 1721".

## Llocs d'interès
- Vila de l'Anglesola. Declarada Bé d'Interès Cultural.

- Arquitectura en pedra seca. Declarada Bé d'Interès Cultural el 22 de gener de 2002, està distribuïda per la totalitat del terme municipal de l'Anglesola, es tracta d'un conjunt de construccions vinculades a formes de vida, cultura i activitats tradicionals del poble aragonès. Les marcades característiques d'aquest paisatge són, per un costat una xarxa poc comú de murs secs de lloses de pedres calcàries que, amb interessants peculiaritats constructives fins ara han servit per a mantenir el ramat allunyat dels camps parcel·lats i delimitar finques i camins; i per un altre costat centenars de barraques arredonides, anomenades "cases ibèriques" i que, elaborades amb el mateix material, servien de refugi a camperols de petits estables, així com magatzem d'equips agrícoles. A més, l'existència d'aquestes últimes, es limita exclusivament a la regió del Maestrat.

- Santuari de la Verge del Cid. Declarada Bé d'Interès Cultural. Aquest conjunt arquitectònic, del qual el pati actua d'element articulador dels distints volums, entre els quals destaquen l'ermita, l'hostatgeria i el pòrtic, és especialment important perquè agrupa restes constructives que van des del segle I fins als nostres dies, recollint mostres no sols de distints estils artístics sinó també de distintes cultures. A més té un gran valor la relació del Santuari amb l'entorn, tant en l'aspecte paisatgístic com per la càrrega històrica de l'enclavament.

- Torre dels Nubles de l'Anglesola. Aquesta torre que pogué ser construïda pels santjoanistes o pels templers entre els segles XIII i XV, conserva el remat emmerletat, encara que restaurat, i es troba adossat a l'actual Casa Consistorial de la Vila.

## Demografia
| 2000 | 2001 | 2002 | 2003 | 2004 | 2005 | 2006 | 2007 | 2008 | 2010 | 2023 |
| ---- | ---- | ---- | ---- | ---- | ---- | ---- | ---- | ---- | ---- | ---- |
| 499  | 489  | 493  | 484  | 501  | 492  | 498  | 491  | 505  | 505  | 382  |

## Festes
- Cid de maig. 27 de maig.
- Sant Abdó i Sant Senén. 30 de juliol.
- Nativitat de la verge. 8 de setembre.